# سیل ۱۳۹۸ جنوب و غرب ایران
در هفتهٔ اول فروردین ۱۳۹۸، سازمان‌های هواشناسی خبر از ورود سامانهٔ بارشی متراکم در جنوب و غرب ایران دادند. این سامانهٔ بارشی در ۵ فروردین‌ماه، موجب ایجاد سیلاب و خسارت‌های جانی و مالی در ۲۵ استان ایران شد. این سیلاب‌ها در روز نخست، حداقل ۱۹ کشته در استان‌های مختلف کشور برجای گذاشت. سازمان هواشناسی ایران پیش‌بینی کرده بود که در ۴۸ ساعت نخست این بارش‌ها بر شدت بارندگی در مناطق جنوب و جنوب غرب ایران افزوده خواهد شد و در برخی مناطق میزان بارش به حدود ۴۰۰ میلی‌متر خواهد رسید.
موج دوم بارش‌ها در ۱۱ فروردین ۱۳۹۸ آغاز شد و شهرهای غربی و جنوبی کشور را دربرگرفت. پس از این بارش‌ها، هشدار سیل و آماده‌باش در ۲۳ استان ایران اعلام شد. بر اساس پیش‌بینی‌های هواشناسی، بارش شدید در بسیاری از نقاط ایران، به ویژه در مناطق غرب کشور ادامه خواهد داشت و تا روز پنج‌شنبه هفته جاری نیز برخی استان‌ها با خطر وقوع سیلاب‌های بیشتر روبه‌رو هستند.

## علت
بر اساس اعلام سازمان هواشناسی ایران در روزهای ۴ تا ۶ فروردین ۱۳۹۸ اکثر استان‌های ایران با بارش‌های شدید باران مواجه می‌شوند که در برخی مناطق میزان این بارش‌ها به حدود ۴۰۰ میلی‌متر می‌رسید. تحلیل داده‌های هواشناسی ناسا نشان داد که یک رودخانه جوی بی‌سابقه مسئول سیلاب‌های بهار ۱۳۹۸ در ایران بود. رودخانه‌های جوی باریکه‌هایی از هوای مرطوب هستند که حجم زیادی از بخار آب را از آبهای آزاد به مناطق دوردست انتقال می‌دهند. این رودخانه جوی که دنا نامیده شده است از اقیانوس اطلس سرچشمه گرفته و پس از سفری ۹۰۰۰ کیلومتری به کوه‌های زاگرس رسیده یعنی همان جایی که بر اثر بالا رفتن روی این رشته کوه، بخار آبش سرد و تبدیل به بارش شده است. مقدار آبی که رودخانه جوی دنا با خود حمل کرد بیشتر از ۱۵۰ برابر مجموع جریان رودخانه‌های دجله، فرات، کارون و کرخه بود. این پدیده نمونه روشنی از جهش ناگهانی از خشکسالی به ترسالی هست که در اثر تغییرات اقلیمی ممکن است اتفاق بیافتد.

## مناطق

### شیراز
سیل در شیراز باعث آب‌گرفتگی معابر و واژگونی خودروها در بخش‌های مختلف شهر شد. حدود ۲۰۰ خودرو در ابتدای جاده شیراز تهران کنار دروازه قرآن شیراز به علت بارندگی شدید در عرض ده دقیقه بر اثر سیل واژگون شدند. در این حادثه ۲۲ کشته و بیش از ۱۹۰ مصدوم گزارش شد.

### کرمانشاه
طغیان رودخانه الوند در سرپل ذهاب زندگی ساکنان این منطقه را که از زمان زلزله کرمانشاه در چادر و اتاقک‌های پیش‌ساخته ساکن بودند، با دشواری‌هایی رو به رو کرد. فرماندار سرپل ذهاب در استان کرمانشاه از جان باختن یک نفر در یکی از روستاهای منطقه در اثر سیلاب خبر داد و همچنین در ۱۵ فروردین جسد یک نفر دیگر نیز در کنار هرسین و به علت طغیان رودخانه با بازدید غرق شده بود کشف شد.
در اثر وقوع سیل در استان کرمانشاه در مجموع ۲ هزار و ۱۸۵ واحد مسکونی در استان آسیب دید که از این میزان ۱۵۳ واحد شهری و بقیه روستایی بودند. از ۱۵۳ واحد مسکونی شهری، ۷۳ واحد در بستر رودخانه قرار داشتند.

### خوزستان
بر اثر شکسته شدن سیل‌بندهای روستاهای اروندکنار و وقوع سیل در این روستاها دو کودک سه و شش ساله در نهر قصر، در مرکز اروندکنار جان باختند. سیل در این منطقه به علت مد دریا و ورود آب آن به رودخانه و طغیان آب نهرهای روستاها ایجاد شده بود. همچنین در پی رهاسازی آب سدها در بالادست رودخانه کارون، حجم آب این رودخانه در مقطع پایین دستی خرمشهر به شکل کم سابقه‌ای افزایش یافت. مدیرکل پیش‌بینی و هشدار سریع سازمان هواشناسی ایران دربارهٔ وضعیت بارش‌های فردا اعلام کرد: بیشترین نگرانی ما برای استان خوزستان است. چون سدها پر و حتی برخی از آن‌ها سرریز شده است و احتمال آب‌گرفتگی در دشت خوزستان وجود دار نگران هستیم که طغیان آب، دشت را به حالت غرقابی دربیاورد.

### لرستان

#### موج اول
سیل در لرستان موجب مرگ پنج نفر شد. به گفتهٔ مدیرکل هواشناسی لرستان سامانه‌های بارشی در این استان در روز ۶ فروردین فعال‌تر شده و الیگودرز بیشترین بارش را خواهد داشت. در پنجم فروردین شهر پلدختر با ۱۰۸ میلی‌متر بارندگی بیشترین میزان بارش در استان لرستان را داشت.

#### موج دوم
با شروع موج دوم بارش‌ها در ۱۲ فروردین، از استان لرستان خسارات سنگینی همچون رانش زمین و به زیر آب رفتن بخش‌هایی از خرم‌آباد، معمولان و پلدختر و … گزارش شد. در پی وقوع سیل در برخی مناطق استان لرستان، ارتش امکانات لجستیکی خود را از کرمانشاه به لرستان اعزام کرد. چند روز پس از موج دوم، سیل شهرک‌ها و روستاهای اطراف پلدختر را نیز دربر گرفت
و تعداد کشته شدگان سیل در این استان به ۱۵ نفر رسید. (در موج اول پنج کشته+۱۰ کشته در موج دوم)
استان لرستان بیشترین آمار مصدومین را با حدود ۲۵۶ مصدوم در بین استان‌های کشور داشت.

### ایلام
استان ایلام در هفتهٔ دوم فروردین بیشتر دچار خسارت شد و در دوازدهم فروردین برای ساعتی راه‌های ارتباطی تلفنی به این استان قطع شد. اسحاق جهانگیری، معاون اول رئیس‌جمهور ایران که قرار بود صبح روز حادثه (۱۲ فروردین) برای تشکیل جلسه ستاد مدیریت بحران به ایلام سفر کند، به دنبال تشدید بارش‌ها و نبود امکان پرواز هواپیما در لرستان و ایلام، از راه زمینی عازم اندیمشک در استان خوزستان شد.

### هرمزگان
بارش باران شدید باعث جاری شدن سیلاب و آب‌گرفتگی در برخی از محله‌های شهر بندرعباس هم شد؛ براساس گزارش‌ها در پی این بارش‌ها در مناطق حاشیه‌ای این شهر آب به داخل خانه‌ها نیز نفوذ کرد.

### اراک
بارش باران از عصر روز ۱۰ فروردین تا شب ۱۲ فروردین باعث طغیان خشکه رود اراک شد که باعث گرفتار شدن چندین روستای حاشیه تالاب میقان شد. همچنین جاری شدن سیلاب در اراک باعث تخلیه چندین روستا و خسارت‌های شدید مالی به ساکنین شهرستانی اراک و کمیجان شده بود.
به دستور استاندار استان مرکزی تمامی خانه‌های نزدیک به سد کرهرود تخلیه و عملیات تخلیه آب با پمپ با کمک مردم آغاز شد.
طی بارندگی در فروردین ۱۳۹۸ در استان مرکزی، سیلاب در مجموع از ۱۸ نقطه به تالاب میقان اراک هدایت شد. شدت بارش در خنداب، غرق‌آباد، کمیجان، شازند، اراک و خمین بیشتر از دیگر شهرستان‌های استان مرکزی پیش‌بینی شده بود. همچنین دو روستای امامزاده عباس و مهدی‌آباد کمیجان به دلیل آبگرفتگی اراضی کشاورزی تخلیه شدند.

## تلفات
آمار کشته‌شدگان این حادثه به درستی مشخص نیست. اما براساس اعلام سازمان صدا و سیما در ۱۶ فروردین ۱۳۹۸، ۵۰ نفر در استان‌های جنوب و غرب کشور در مدت سیل‌های فروردین ۱۳۹۸ جان خود را از دست داده‌اند. از این تعداد ۲۱ نفر در شیراز، ۳ نفر در خراسان شمالی، ۲ نفر در کهگیلویه و بویراحمد، ۱۵ نفر در لرستان، ۵ نفر در استان همدان، دو نفر در کرمانشاه، یک نفر در خوزستان، یک نفر در استان سمنان و یک نفر هم در خراسان رضوی بودند. همچنین افزون بر این افراد در جریان سیل گلستان و مازندران را نیز به ترتیب در این استان‌ها ۸ و ۵ نفر کشته شدند.

## خسارت‌ها
عبدالرضا رحمانی فضلی، وزیر کشور ایران خسارت سیل اخیر در ایران را بین ۳۰ تا ۳۵ هزار میلیارد تومان اعلام کرده است.
او گفته ۲۵ استان و بیش از چهار هزار و ۴۰۰ روستا در کشور درگیر سیل شدند.

## امدادرسانی
از ساعات اولیه سیل قرارگاه‌های امدادرسانی ستاد اجرایی فرمان امام با حضور ۸۰۰ نیرو در قالب ۵۰ گروه جهادی خدمت‌رسانی به سیل‌زدگان را آغاز کردند. تیم‌های درمانی سلامت احسان در استانهای لرستان، خوزستان و ایلام به ارائه خدمات پرداختند. در شهرستان گمیشان در استان گلستان نیز ۷۰۰ نفر توسط ستاد اسکان داده شدند و دو درمانگاه سیار در خوزستان و یک درمانگاه در گلستان راه‌اندازی شد. محمد مخبر رئیس ستاد اجرایی فرمان امام با سفر به استان لرستان از اهدای ۱۰ هزار بسته لوازم خانگی و ۱۵ هزار بسته لوازم تحریر به عنوان هدیه رهبر جمهوری اسلامی ایران و ایجاد ۳ هزار شغل خانگی با مدل بنیاد برکت در این منطقه خبر داد. همچنین به ازای هر دستگاه پمپاژ ۳ میلیون تومان بلاعوض و ۷ میلیون تومان وام کم بهره به خانواده‌های خسارت‌دیده پرداخت می‌شود. همچنین به سیل زدگان شیراز ۱۰۰۰ بسته لوازم خانگی، ۲۰۰۰ پتو، ۲۰۰۰ بسته لوازم‌التحریر اهدا و ۲۰۰ شغل اجتماع‌محور برای خانواده‌های خسارت‌دیده از سیل ایجاد خواهد شد.
به گفته مخبر دو درمانگاه سیار احسان به‌همراه تیم‌های درمانی و ۲۰ پزشک جهادی در استان لرستان مستقر شدند. او همچنین از پرداخت خسارت به خانه‌های آسیب‌دیده روستایی استان خوزستان تا سقف ۳۵ میلیون تومان از طرف بیمه طرف قرارداد بنیاد برکت خبر داد.
قاسم سلیمانی فرمانده سپاه قدس ضمن صدور پیامی از استقرار موکب‌های خدمت رسانی اربعین به مدت یک ماه و تا هنگام عادی شدن وضعیت در مناطق در معرض سیل خوزستان و لرستان خبر داد.
پس از پیام سلیمانی حسن پلارک رئیس ستاد بازسازی عتبات عالیات گفت که خدمت‌رسانی موکب‌های اربعین در مناطق سیل زده لرستان و خوزستان آغاز شده است. به گفته رحمانی فضلی این موکب‌ها به امدادرسانی و رفع نیاز غذایی سیل‌زدگان در مناطق سیل‌زده می‌پردازند.

## حواشی

### خطر سیل برای تهران
پس از وقوع سیل در استان‌های مختلف کشور، جلسه ستاد مدیریت بحران ایران به ریاست اسحاق جهانگیری، معاون اول رئیس‌جمهوری تشکیل شد. در این جلسه ذکر شد این احتمال وجود دارد که شرایط موجود در ۷۲ ساعت آینده تداوم داشته باشد. این هشدار برای تهران نیز مطرح شد.

### آماده‌باش نهادها و لغو مرخصی‌ها
با توجه به شرایط ناپایدار جوی در استان‌های مختلف، وزیر کشور ایران از مسئولان استان‌های در معرض سیل خواست که به مرخصی نروند. تمامی مرخصی‌های معاونان استانداران، فرمانداران، بخشداران، شهرداران و اعضای ستاد مدیریت بحران استان‌های تهران، خوزستان و… و ستادهای متناظر شهرستان‌ها تا اطلاع ثانوی لغو شد. وزارت بهداشت ایران نیز در یک ابلاغیه فوری از همه دانشگاه‌های علوم پزشکی و مراکز درمانی وابسته به آن خواست که در حالت آماده‌باش باشند و همه مرخصی‌های غیرضروری لغو شود.

### واکنش کشورهای مختلف
- اتحادیه اروپا: کریستوس استیلیانیدس، کمیسر امور بشردوستانه و مدیریت بحران اتحادیه اروپا در توییتر خود خبر از کمک ۱٫۲ میلیون دلاری این اتحادیه به سیل زدگان ایران داد.[۳۱]
- ایالات متحده آمریکا: در تاریخ ۱۳ فروردین ۱۳۹۷، مایکل پومپئو، وزیر امور خارجه آمریکا، در بیانیه‌ای اعلام کرد که ایالات متحده آماده است تا از طریق صلیب سرخ جهانی و جوامع هلال احمر به سیل‌زدگان در ایران کمک‌رسانی کند. او گفت این نهادها می‌توانند کمک‌های نقدی را به هلال احمر ایران منتقل کنند. پومپئو در این بیانیه گفت که سیل اخیر بار دیگر «سوء مدیریت حکومت ایران در برنامه‌ریزی شهری و آمادگی برای شرایط اضطراری» را نشان داده است. او گفت که حکومت ایران نهادهای خارج از این کشور را مقصر اعلام کرده در حالی که به گفته او «سوء مدیریت خودشان باعث این فاجعه شده است.» پیش از این محمدجواد ظریف وزیر امور خارجه ایران در توییتر خود با انتقاد از آمریکا و با اشاره به تحریم‌های اعمال شده از سوی دولت دونالد ترامپ، رئیس‌جمهور این کشور و مشکلات هلال احمر برای کمک‌رسانی به سیل زدگان این رفتار را «تروریسم اقتصادی» توصیف کرده بود.[۳۲][۳۳]
- ترکیه: سفارت ترکیه در تهران با انتشار پیامی از آمادگی خود برای کمک به سیل‌زدگان ایرانی خبر داد.[۳۴]
- فرانسه: سفارت فرانسه در تهران نیز در پیامی که در توییتر خود منتشر کرد با اشاره به سیلاب‌های مرگبار در چندین استان ایران با مقامات و مردم ایران ابراز همبستگی و همدردی کرد.[۳۵]
- اتریش: همچنین سفیر اتریش در تهران با ابراز تاسف و همدردی با مردم مناطق سیل‌زده از آمادگی برای کمک به مناطق سیل‌زده خبر داد.
- بریتانیا: راب مکر سفیر بریتانیا در تهران، همدردی خود را با آسیب‌دیدگان این فاجعه اعلام کرد.[۳۶] در موج دوم سیل (۱۲ فروردین) حمید بعیدی‌نژاد، سفیر ایران در انگلستان، در توییتر از اعلام آمادگی صلیب سرخ انگلستان برای ارسال اقلام ضروری به ایران خبر داد.[۱۴]
- فنلاند: سفارت فنلاند در تهران نیز ضمن طلب آمرزش برای قربانیان سیل در شهر شیراز و استان گلستان، برای بازماندگان صبر آرزو کرد.[۳۷]
- ارمنستان: نیکول پاشینیان نخست‌وزیر ارمنستان، از آمادگی کشورش برای ارائهٔ کمک‌های ضروری به منظور غلبه بر پیامدهای سیل در ایران خبر داد.[۳۸]
- آلمان: صلیب سرخ آلمان نیز در نامه‌ای ضمن اعلام همدردی از ارسال محموله ای بشردوستانه خبر داد. این محموله شامل ۴۰ دستگاه قایق و تجهیزات نجات در سیلاب است که مقرر شد پنجشنبه ۱۵ فروردین وارد ایران شده و تحویل جمعیت هلال احمر شود.

### همراهی مردم برای اسکان در راه‌ماندگان
با توجه به این‌که بسیاری از سیل‌زدگان، مسافرانی بودند که در سفرهای تعطیلات نوروزی خود به سر می‌بردند، تصاویری در شبکه‌های اجتماعی منتشر شد که نشان می‌داد مردم شهرهای سیل‌زده در شبکه‌های اجتماعی مسافران را به خانه‌های خود دعوت می‌کنند. همچنین جامعه هتل‌داران ایران اعلام کرد که هتل‌ها و مراکز اقامتی در مناطق سیل‌زده، آمادگی دارند با توجه به ظرفیت خالی، نسبت به اسکان موقت مسافران در راه مانده، اقدام کنند.

### احتمال شکستگی سدهای فرسوده
مدیرعامل شرکت آب منطقه‌ای استان مرکزی از احتمال شکستگی سدهای فرسودهٔ این استان همچون سدهای هندودر، چال هما و سدهای منطقه قره کهریز خبر داد.

### درخواست یک نماینده مجلس ایران برای بازگشت روحانی به تهران
محمدعلی وکیلی، عضو هیئت رئیسه مجلس ایران در یک نامه سرگشاده از حسن روحانی، رئیس‌جمهور ایران خواست با حضور در اتاق مدیریت بحران شخصاً مدیریت بحران‌های اخیر را بر عهده بگیرد. وکیلی در این نامه گفته بود، حضور شخص رئیس‌جمهور در اتاق مدیریت بحران باعث ارتقا کارآمدی مدیریت بحران و تا اندازه‌ای مایه تسکین آلام آسیب دیدگان خواهد شد. گزارش شده که حسن روحانی، رئیس‌جمهوری ایران در چند روز اخیر در جزیره قشم به سر می‌برد.

### سفر رئیس‌جمهور به خوزستان
رئیس‌جمهور روحانی ۹ فروردین ۱۳۹۸ وارد اهواز شد. او در این سفر یک‌روزه در جلسه شورای هماهنگی مدیریت بحران استان خوزستان شرکت کرد. گفته می‌شود این سفر به درخواست وزیر نیرو و استاندار خوزستان به منظور نظارت بر نحوه فعالیت وزارت نیرو در تنظیم آب رودها و سدها انجام شده است.

### پیگیری دادستان شیراز
دادستان شیراز از بازشدن پرونده‌ای دربارهٔ «سهل‌انگاری مسئولان» در سیل ۱۳۹۸ شیراز خبر داد. او گفته بود بررسی‌های اولیه نشان می‌دهد که لایروبی این مسیل‌ها انجام نشده است و این موضوع را عامل مرگ چند تن در شیراز عنوان کرده بود.

### جلسه با حضور رهبر ایران
خبرگزاری فارس در ۱۳ فروردین اعلام کرد برای بررسی امدادرسانی به مناطق سیل‌زده جلسه‌ای با حضور رهبر ایران برگزار شده است. در این جلسه معاون اول رئیس‌جمهور، رئیس سازمان برنامه و بودجه، وزرای کشور، نیرو، جهاد کشاورزی، راه، بهداشت، رئیس سازمان هلال احمر، رئیس ستاد کل نیروهای مسلح، فرماندهان کل سپاه و ارتش جمهوری اسلامی، روسای بنیاد مستضعفان و ستاد اجرایی فرمان امام (ره) و کمیته امداد حضور داشتند.